# Taïga (roman)
Pour les articles homonymes, voir Taïga.
Taïga est un court roman écrit par Florence Reynaud, publié premièrement en France aux éditions Bayard en 1999 puis aux éditions Pocket Jeunesse en 2005.

## Résumé
Louve a faim. Elle parcourt l'immensité glacée de la taïga sibérienne, en quête d'une proie. Deux personnages vont croiser son chemin, un trappeur qui veut la tuer et un enfant perdu dans le désert blanc. Au cœur de cet univers de silence, Louve et l'enfant ont besoin l'un de l'autre...

## Éditions
Édition petit format : Pocket Jeunesse, 2005  (ISBN 2-266-13683-6).